# Okurcalar
Okurcalar ist eine Ortschaft im Landkreis Alanya der türkischen Provinz Antalya. Der Ort ist rund 30 km von Alanya und 110 km von Antalya entfernt und liegt direkt am Mittelmeer. Die Stadt hat den Status einer Belediye und hat 4989 Einwohner (Stand: Ende 2022). 2009 betrug die Einwohnerzahl rund 4300.
Die traditionell wichtigste Einnahmequelle war die Landwirtschaft, von der bis in die zweite Hälfte der 1990er Jahre ein Großteil der Bevölkerung lebte. Die wichtigsten in Okurcalar angebauten landwirtschaftlichen Erzeugnisse sind Bananen, Zitrusfrüchte und Hülsenfrüchte. Inzwischen gibt es viele Touristenzentren und Hotelanlagen.